# 木卫二十六
木卫二十六伊忒農（S/2000 J 6，Isonoe，/aɪˈsɒnoʊˌiː/，eye-SON-o-ee；希腊语：Ισονόη），又名Jupiter XXVI，是木星的一颗逆行的不規則衛星。由斯科特·谢泼德所領導的夏威夷大學研究小組於2000年發現。
其直徑約為3.8公里，軌道平均半徑為23,833 Mm，軌道周期為751.647地球日，與黃道間的軌道傾角為166°（与木星赤道169°），運轉方向為逆行，軌道離心率为0.166。
它在2002年10月被命名为Isonoe，是希腊神话中的达那伊得斯（达那俄斯的女儿们）之一，也是宙斯（Jupiter）的情人。
木卫二十六是加爾尼群的成员，而加爾尼群是一群環繞木星逆行的不規則衛星，它們的軌道半長軸在23與24 Gm之間，且軌道傾角都在约165°。